# Humbert de Grammont
Humbert de Grammont († 13. oder 14. Dezember 1135) war von 1119/20 bis 1135 Bischof von Genf.

## Leben
Humberts Geburtsdatum ist unbekannt, er wurde erstmals um 1100 erwähnt. Er entstammt einer wohlhabenden und einflussreichen Familie, die ihren Stammsitz in der Nähe von Belley im Bugey hatte. Er wurde 1119 oder 1120 von Papst Calixt II. zum Bischof von Genf ernannt, mit dem Ziel, den Einfluss Kaiser Heinrichs V. zu begrenzen. Die Weihe durch Calixt erfolgte am 4. März 1130 in Gap. Humbert gelang es, unter seinen Vorgängern verlorene Einkünfte und Rechte zurückzugewinnen. Im Vertrag von Seyssel (1124) mit Graf Aymon von Genf wurde festgelegt, dass der Bischof die Stadtherrschaft ausübte und der Graf sein Lehnsherr wurde. Dafür wurde der Graf als Kastvogt des Bistums bestätigt und ihm das Recht zur Vollstreckung von Urteilen sowie eine Residenz in Chateau du Bourg-de-Four in der Nähe der Stadt eingeräumt.